# Leader Airport
Leader Airport är en flygplats i Kanada. Den ligger i den södra delen av landet, 2 600 km väster om huvudstaden Ottawa. Leader Airport ligger 668 meter över havet.
Terrängen runt Leader Airport är platt, och sluttar norrut. Trakten runt Leader Airport är nära nog obefolkad, med mindre än två invånare per kvadratkilometer.. Närmaste större samhälle är Leader, 4,1 km sydväst om Leader Airport.
Trakten runt Leader Airport består i huvudsak av gräsmarker.